# Tityus mana
Espèce
Tityus mana est une espèce de scorpions de la famille des Buthidae.

## Distribution
Cette espèce est endémique de Guyane. Elle se rencontre d'Awala-Yalimapo à Sinnamary.

## Description
Le mâle holotype mesure 31,4 mm et la femelle paratype 35,8 mm.

## Étymologie
Son nom d'espèce lui a été donné en référence au lieu de sa découverte, Mana.

## Publication originale
- Lourenço, 2012 : « Further considerations on Tityus (Archaeotityus) clathratus C. L. Koch, 1844 and description of two associated new species (Scorpiones, Buthidae). » Boletín de la Sociedad Entomológica Aragonesa, no 50, p. 277-283 (texte intégral).